# 天主教馬奇克斯教區
天主教馬奇克斯教區（拉丁語：Dioecesis Machiquesensis）是委內瑞拉一個羅馬天主教教區，屬馬拉開波總教區。
教區前身是同名的宗座代牧區，成立於1943年5月26日，2011年4月9日升為教區。
教區位於蘇利亞州西部。2010年有教友282,000人（佔轄區總人口86.8%）、十七個堂區、二十名司鐸。現任教區主教為尼各老·額我略·納瓦-羅哈斯，榮休宗座代牧為拉米羅·迪亞斯-桑切斯。